# Rokitno (przystanek kolejowy na Białorusi)
Rokitno (biał. Ракітна, ros. Ракитно) – przystanek kolejowy w pobliżu miejscowości Rokitno, w rejonie łuninieckim, w obwodzie brzeskim, na Białorusi. Leży na linii Homel - Łuniniec - Żabinka.